# Waldgerste
Die Waldgerste (Hordelymus europaeus) ist eine Pflanzenart aus der Familie der Süßgräser (Poaceae). Sie kommt vor allem in europäischen Laubwäldern vor. Sie ist die einzige Art der Gattung Hordelymus.

## Beschreibung

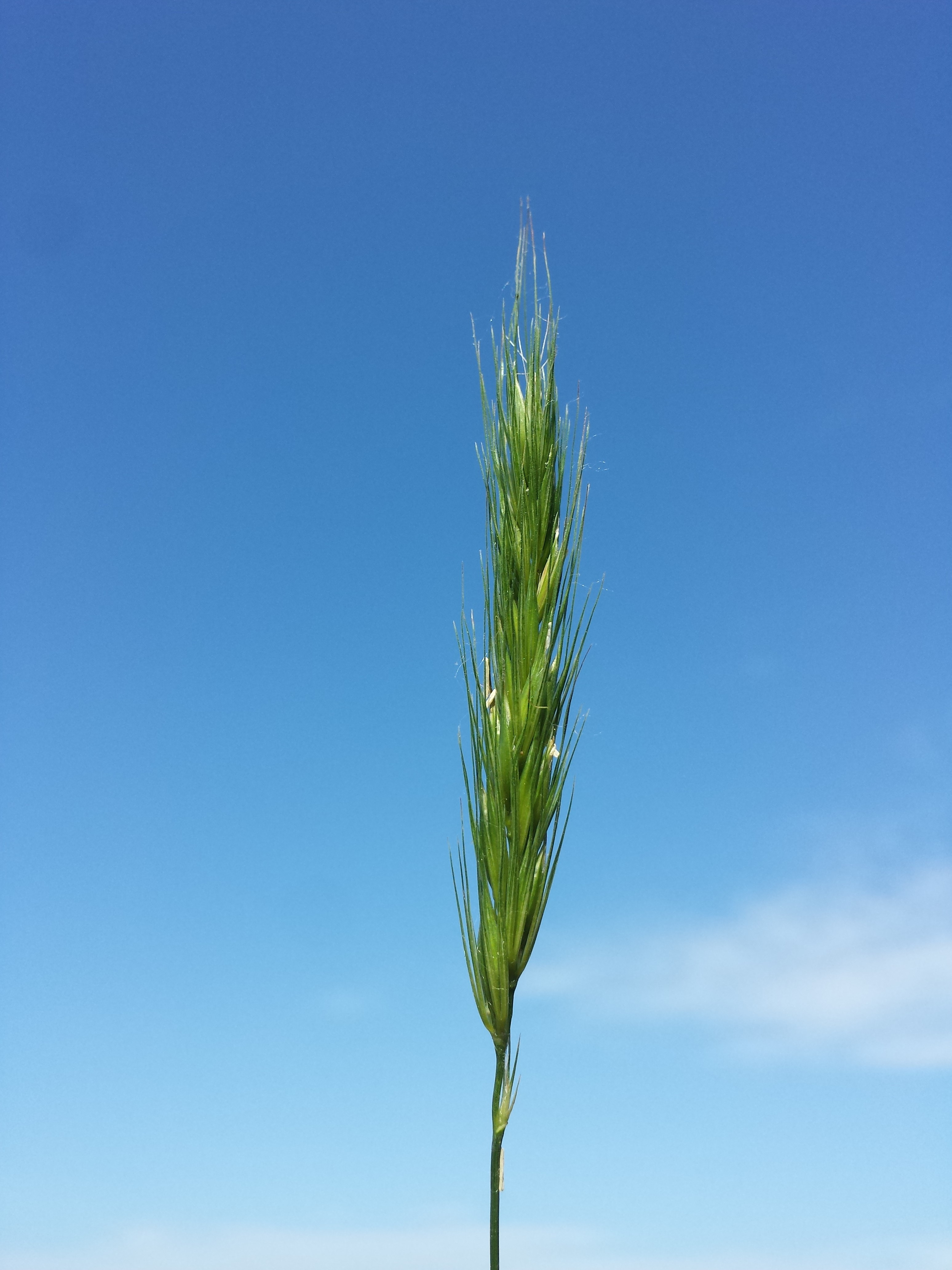
Blütenstand

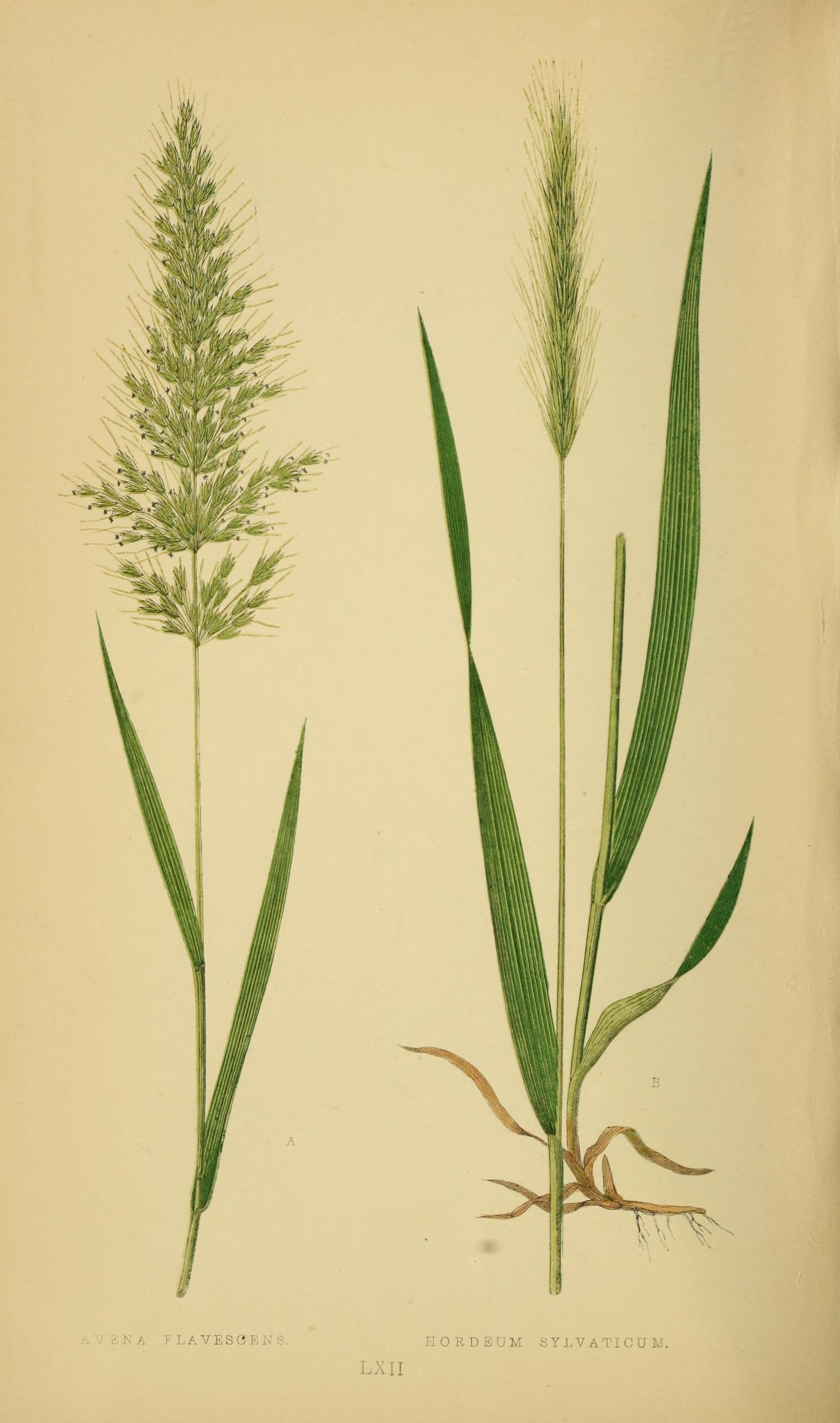
Illustration der Waldgerste (Hordelymus europaeus), Abbildung rechts. Links ist der Wiesen-Goldhafer (Trisetum flavescens) abgebildet.

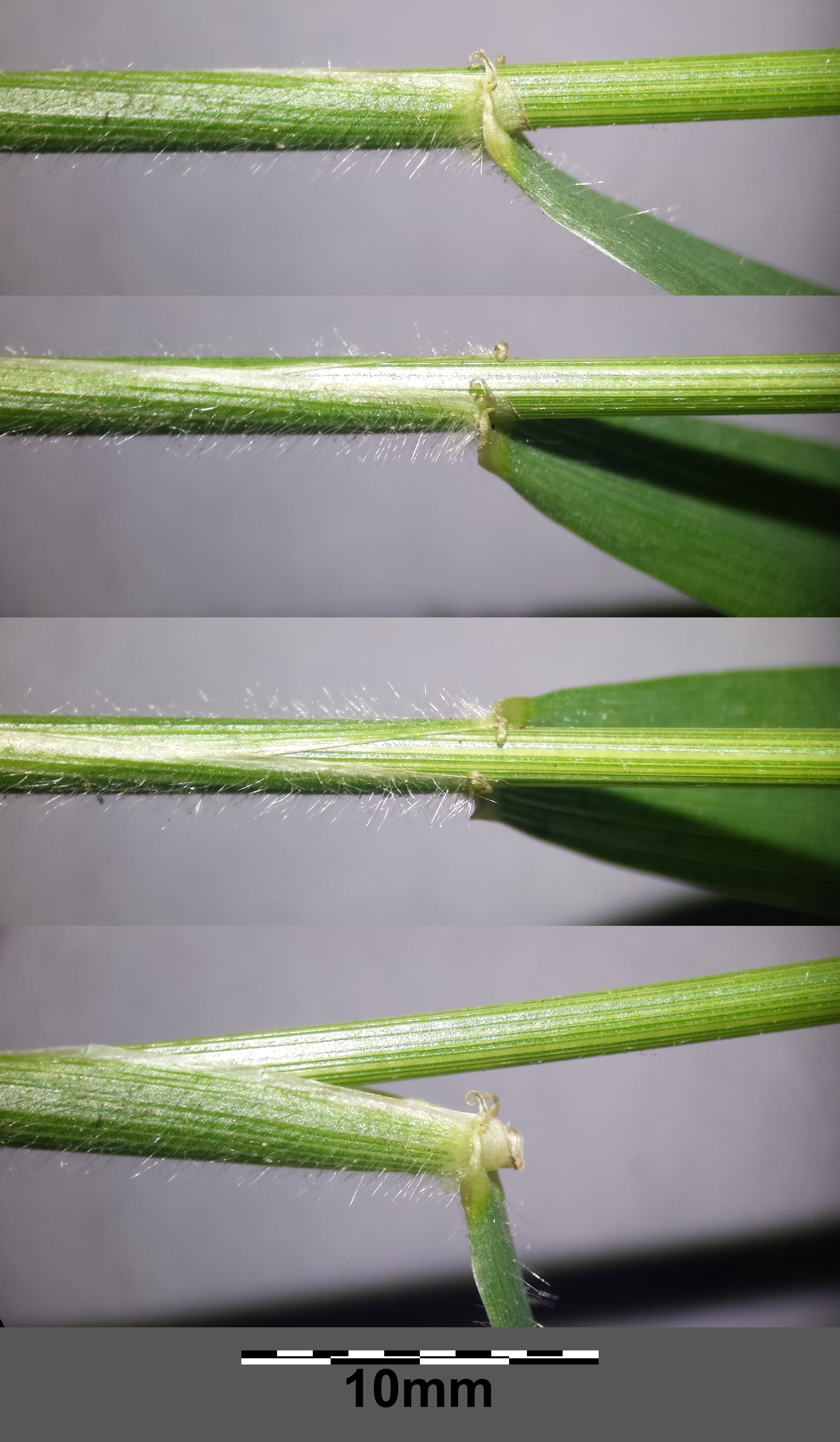
Stängel mit Blattscheide und Blatthäutchen

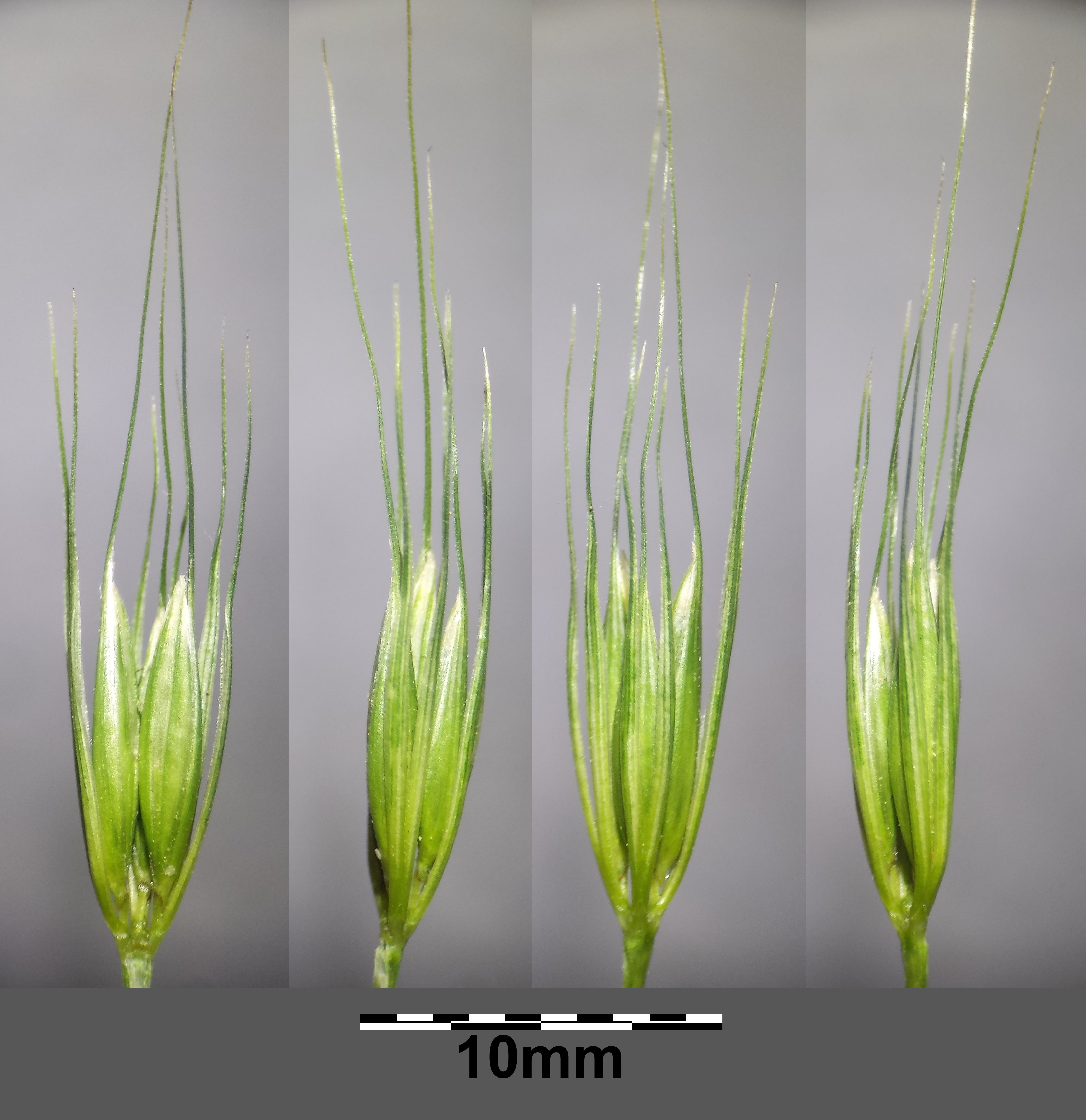
Ährchendrilling

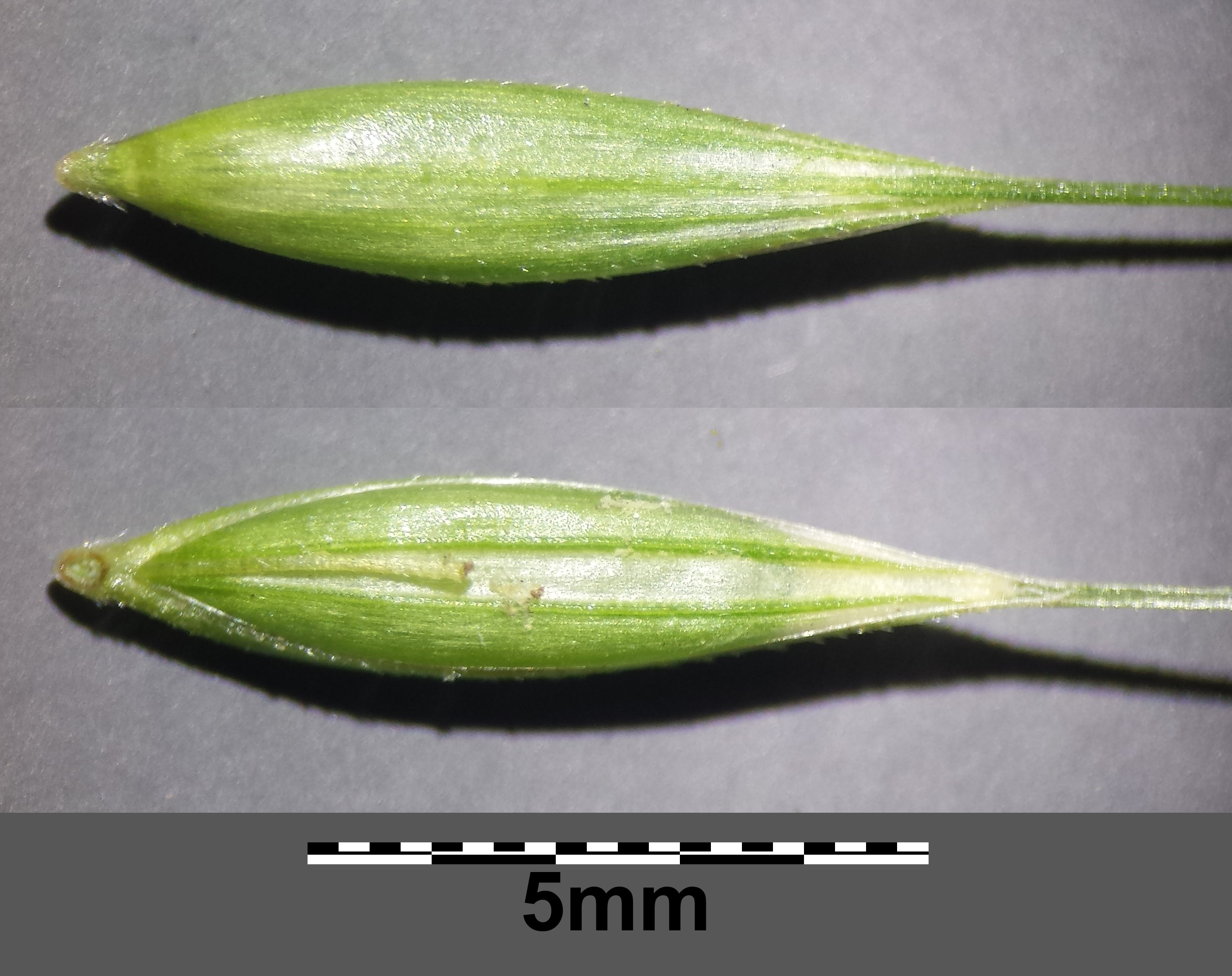
Ährchen

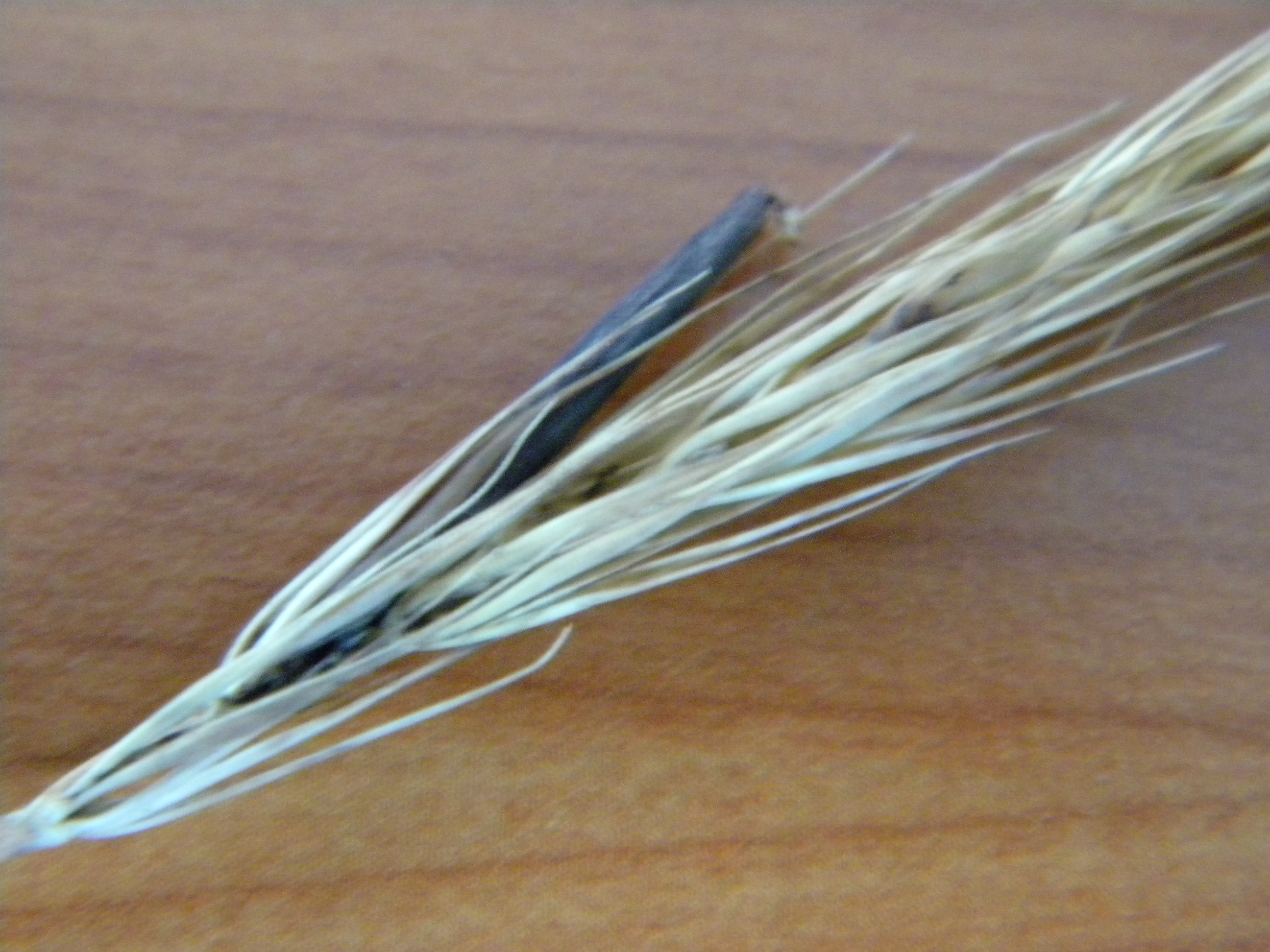
Waldgerste (Hordelymus europaeus) mit Mutterkornpilz (Claviceps purpurea)

### Vegetative Merkmale
Die Waldgerste ist ein in kleinen Horsten wachsendes, grünes Gras, das eine Höhe von 40 bis 120 Zentimeter erreicht. Sie bildet nur kurze unterirdische Ausläufer. Die Halme sind aufrecht oder gekniet aufsteigend und tragen 3 bis 4 behaarte Knoten. Die unteren Blattscheiden sind dicht mit abstehenden Haaren besetzt. Die Blattspreiten sind 10 bis 30 Zentimeter lang und 5 bis 12 Millimeter breit und ihre Unterseite ist glänzend. Es werden große, halmumfassende Öhrchen gebildet. Das Blatthäutchen ist eine 0,5 bis 1 Millimeter langer kragenförmiger Saum.

### Generative Merkmale
Die Blütentraube ist ein gerstenähnlicher Blütenstand, der stets aufrecht gerichtet ist. Sie ist 5 bis 12 Zentimeter lang, 7 bis 12 Millimeter breit, dicht und die Ährchengruppen stehen meist zu dritt zusammen. Die Ährchen innerhalb einer Dreiergruppe sind meist einblütig mit einer zwittrigen Blüte; manchmal zweiblütig mit einem kleineren meist männlichen oder sterilen oberen Blütchen. Die Hüllspelzen sind untereinander gleich, dreinervig und 10 bis 12 Millimeter lang. Die Deckspelzen sind fünfnervig, 8 bis 10 Millimeter lang und laufen in eine 15 bis 25 Millimeter lange starre raue Granne aus. Die zweinervigen Vorspelzen sind 8 bis 12 Millimeter lang. Die Staubbeutel der 3 Staubblätter sind 3 bis 4 Millimeter lang.
Die Blütezeit liegt zwischen Juni und August.
Die Chromosomenzahl ist 2n = 28.

## Verbreitung und Standorte
Die Art ist in Europa verbreitet und kommt in fast allen Ländern vor. Sie fehlt nur in Portugal, Island, Norwegen, Finnland und Nordmazedonien. Sie kommt in Höhenlagen bis 1500 Metern vor und ist meist in Laubwäldern zu finden, vor allem in Kalk-Buchenwäldern, aber auch an Säumen und Schlägen, auf frischen, oft kalkhaltigen und nährstoffreichen Lehm- und Tonböden. Sie ist pflanzensoziologisch eine Charakterart des Hordelymo-Fagetum (Fagion-Verband), kommt aber selten auch in Gesellschaften des Verbands Carpinion vor. Außerhalb Europas kommt die Waldgerste in Nordwestafrika, in der Türkei und im Kaukasus vor. In den Allgäuer Alpen steigt die Waldgerste in Bayern am Söllereck bis zu 1400 Metern Meereshöhe auf. Im Kanton Wallis erreicht sie bei Garettes 1650 Meter. In Nordafrika steigt sie bis 2000 Meter auf.
Die ökologischen Zeigerwerte nach Landolt et al. 2010 sind in der Schweiz: Feuchtezahl F = 3 (mäßig feucht), Lichtzahl L = 3 (halbschattig), Reaktionszahl R = 4 (neutral bis basisch), Temperaturzahl T = 3 (montan), Nährstoffzahl N = 3 (mäßig nährstoffarm bis mäßig nährstoffreich), Kontinentalitätszahl K = 2 (subozeanisch).
Als typisches, schattenverträgliches Waldgras finden sich von der Waldgerste meist nur kleinere Gruppen zusammen. Werden aber im Plenterhieb oder Femehieb, d. h. bei Einstammnutzung oder bei gruppenweiser Entnahme hiebreifer Bäume Flächen freigelegt, gelangt die Waldgerste in den vollen Lichtgenuss. Dann können sich ihre Bestände derart verdichten, dass eine Naturverjüngung der Gehölze auf der entsprechenden Fläche erschwert ist.

## Taxonomie
Die Waldgerste wurde 1767 von Carl von Linné in Mantissa Plantarum, S. 35, als Elymus europaeus erstbeschrieben. Die Art wurde 1885 von Carl Otto Harz in Landwirthschafliche Samenkunde, Band 2, S. 1147 als Hordelymus europaeus (L.) Jessen ex Harz in die Gattung Hordelymus gestellt.  Harz übernahm dabei den Namen der Art von Karl Friedrich Wilhelm Jessen. Hordelymus europaeus (L.) Jess. ex Harz hat folgende Synonyme: Elymus europaeus L. (Basionym), Hordeum sylvaticum Huds., Hordeum europaeum (L.) All., Cuviera europaea (L.) Koeler, Leptothrix europaea (L.) Dumort. und Frumentum sylvaticum E.H.L.Krause.